# Jorge Torres Ulloa
Jorge Torres Ulloa (Valdivia, 25 de septiembre de 1948 - Valdivia, 3 de octubre de 2001) fue un poeta, editor, director teatral y actor chileno.

## Biografía
Profesor normalista de profesión, a comienzos de la década de los ´70 estudió teatro en la Escuela de Teatro de la Facultad de Bellas Artes de la Universidad Austral de Chile, hasta su cierre tras el golpe de Estado de 1973 encabezado por el general Augusto Pinochet que derrocó al gobierno socialista de Salvador Allende. 
Publica en 1975 su primer libro de poesía, Recurso de amparo, en Valdivia. Luego le seguirían Palabras en desuso; Graves, leves y fuera de peligro (1988); Poemas encontrados y otros pretextos, libro este último más bien experimental desde el punto de vista del lenguaje y sus formas. Escrito con técnicas como el collage, construye textos literarios a partir de fragmentos como recortes y fotocopias de la prensa escrita, definiciones del diccionario, tratados civiles, una entrevista a una enferma mental, etc. 
Con Poemas renales, 1992, gana al año siguiente el Premio Municipal de Literatura de Santiago en la categoría Poesía. Esta obra saldría en Valdivia cinco años después en edición bilingüe alemán-español con el título de Nierengedichte. Gracias a un proyecto del Fondo Nacional de Fomento del Libro y la Lectura publicó en 1996 la compilación La escritura y sus tatuajes. Testimonio de hombres de palabra. Su último poemario fue La dicha vacante, aparecida en 2000, poco antes de su muerte. Tras este, vendría al año siguiente el texto póstumo Origen, fulgor y vigencia del valdiviano, suerte de ensayo histórico-literario culinario acerca de un plato típico del sur de Chile. 
Además de su nutrida obra poética, ejerció el oficio de actor y director teatral. Dirigió talleres literarios y fue director del sello Barba de Palo, bajo el cual se publicaron algunos de los más importantes libros de poesía del sur de Chile de los últimos 15 años del siglo XX. Su interés por la música popular latinoamericana lo llevaron a interpretar boleros, primero, y tangos, después. En ambos géneros editó casetes y realizó giras artísticas por Colombia y Estados Unidos. Dirigió la revista de literatura y humanidades Pluvial (cuyo editor fue el también poeta, Adán Méndez), hasta poco antes de su muerte.
La mayor parte de su obra estuvo atravesada por una circunstancia vital de la que da cuenta un libro en particular: Poemas renales. Víctima de una insuficiencia renal crónica, pasó la mitad de su vida entre un deteriorante tratamiento de hemodiálisis y un trasplante renal que le permitió vivir sus últimos años. En este sentido, se hermana con libros como Diario de muerte, de Enrique Lihn y Veneno de escorpión azul. Diario de vida y de muerte de Gonzalo Millán. 
Falleció a los 53 años en Valdivia a consecuencia de complicaciones de salud derivadas de la enfermedad crónica que padecía desde hace poco más de dos décadas.

## Obras
- Recurso de amparo, edición privada, Valdivia, 1975
- Palabras en desuso, edición privada, Valdivia, 1977
- Graves, leves y fuera de peligro, Ediciones LAR, Concepción, 1987
- Poemas encontrados y otros pretextos, Ediciones Paginadura, Valdivia, 1991
- Poemas renales, Ediciones Barba de Palo y El Kultrún, Valdivia, 1992 (edición bilingüe alemán-español con el título Nierengedichte; traducción de Reiner Kornberger, , Barba de Palo, Valdivia, 1997)
- La escritura y sus tatuajes. Testimonio de hombres de palabra, compilador, Ediciones Barba de Palo, Valdivia, 1996
- La dicha vacante, Editorial Barba de Palo, Valdivia, 2000
- Origen, fulgor y vigencia del valdiviano, ensayo-crónica, Ediciones Dirección Nacional de Bibliotecas, Archivos y Museos, Santiago / Valdivia, 2001

## Premios
- Premio Municipal de Literatura de Santiago 1993 por Poemas renales.[4]